# Andrea Carlo Ferrari
Blaženi Andrea Carlo Ferrari, italijanski rimskokatoliški duhovnik, škof in kardinal, * 13. avgust 1850, Lalatta, † 2. februar 1921, Milano.

## Življenjepis
20. decembra 1873 je prejel duhovniško posvečenje.
23. junija 1890 je bil imenovan za škofa Guastalle; škofovsko posvečenje je prejel 29. junija istega leta.
1. junija 1891 je bil imenovan za škofa Coma. 
18. maja 1894 je bil povzdignjen v kardinala in imenovan za kardinal-duhovnika S. Anastasia.
21. maja 1894 je bil imenovan za nadškofa Milana.
Umrl je 2. februarja 1921. Beatificiran je bil 10. maja 1987.